# Skoleleder
En skoleleder eller skoleinspektør er den øverste myndighed på en skole, en stilling der svarer til en direktør i en virksomhed.
| Skole | Spire Denne artikel om en skole, en uddannelsesinstitution eller uddannelse er en spire som bør udbygges. Du er velkommen til at hjælpe Wikipedia ved at udvide den. |